# Svitivșciîna, Romnî
Svitivșciîna (în ucraineană Світівщина) este un sat în comuna Anastasivka din raionul Romnî, regiunea Sumî, Ucraina.

## Demografie
Componența lingvistică a localității Svitivșciîna
     Ucraineană (100%)
Conform recensământului din 2001, toată populația localității Svitivșciîna era vorbitoare de ucraineană (100%).